# Mary Ellen Clark
Pour les articles homonymes, voir Mary Clark et Clark.
Mary Ellen Clark, née le 25 décembre 1962 à Abington, est une plongeuse américaine.
Elle remporte deux médailles de bronze en plateforme à 10 mètres, aux Jeux olympiques de 1992 à Barcelone ainsi qu'aux Jeux olympiques de 1996 à Atlanta.